# Титулярный советник

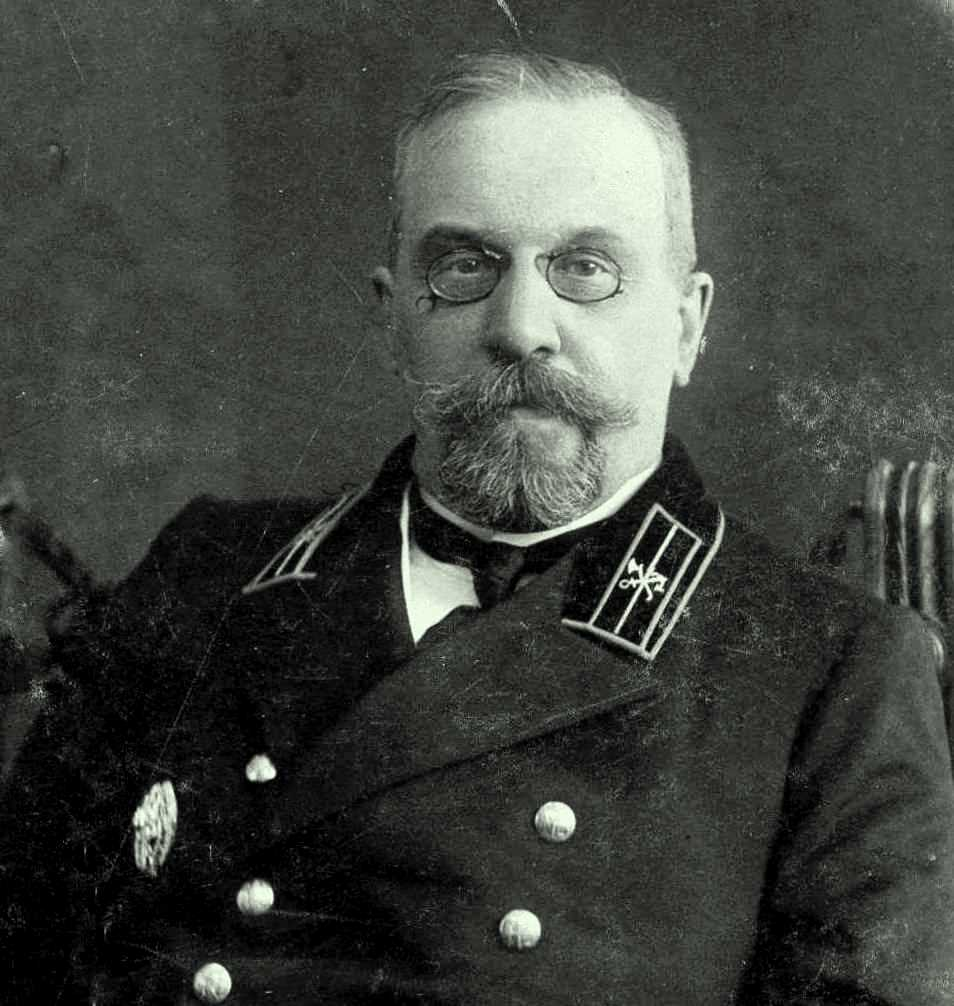
Титулярный советник по МПС
Знаком различия служат петлицы с одним просветом без звёзд и эмблемой служебного ведомства по их центру. Фото 1910 г.

Титулярный советник (в документах сокращённо ТтС) — гражданский чин IX класса. Слово «титулярный» здесь означает «номинальный» — уже не секретарь, но ещё не полноправный советник, своего рода кандидат в советники.

## История создания чина
Утверждён Табелью о рангах 24 января 1722 императором Петром I. Соответствовал армейскому чину капитана пехоты до 1884 года, штабс-капитана пехоты с 1884 года, штабс-ротмистра кавалерии, казачьего подъесаула и лейтенанта военного флота России. С 1845 года чин давал право на личное дворянство, ранее такое право получали с XIV класса.

## Значение и статус чина
Следующий чин — чин VIII класса, коллежский асессор, до 1845 года давал право на потомственное дворянство (позже стать потомственным дворянином через гражданскую службу стало ещё труднее). Поэтому-то на пути к чину коллежского асессора лежала незримая преграда, преодолеть которую разночинцу-чиновнику было чрезвычайно трудно; дворянство остерегалось чрезмерно пополняться за счёт незнатных. Большинство титулярных советников навсегда оставалось в этом чине, не рассчитывая на большее; их называли «вечными титулярными советниками», а насмешливо — штулярами или титуляшками. Подобной преграды не существовало для детей знатных родителей, которые также начинали службу с одной из низших ступеней государственной иерархической лестницы. В этом случае чин титулярного советника мог быть лишь временной ступенькой в будущей карьере.
До второй половины XVIII века этот чин автоматически присваивался профессорам и докторам наук. С 1809 года чин автоматически присваивался лицам, имевшим высшее образование, но не окончившим университета и не имеющим учёной степени, или же не сдавшим (не выдержавшим) необходимый квалификационный экзамен для присвоения классного чина VIII класса. В частности, именно чин IX класса — титулярный советник после окончания лицея должен был получить Александр Сергеевич Пушкин, но он был выпущен «по второму разряду» с чином X класса — коллежский секретарь и получил чин IX класса — титулярный советник только в 1831 году. Согласно Табели о рангах чин IX класса мог даваться «профессорам при Академии» и «докторам всяких факультетов, которые в службе обретаются». Отнесение российских учёных к столь низкому рангу вызвало критические замечания Михаила Васильевича Ломоносова. Он считал одной из причин недостаточной привлекательности в России учёных званий невозможность получить вместе с ними высшие чины, «между тем как за границей» учёные, «хотя большей частью не принадлежат к дворянству, производятся в статские и тайные советники. И для того дворяне охотнее детей своих отдают в кадетский корпус. А если бы ранги были расположены [сообразно заслугам в науках], то дворяне возымели бы охоту не менее к наукам, как и военному искусству»
Для многих чиновников после 1845 года достижение чина титулярный советник выслугой было пределом мечтаний, поскольку он давал личное дворянство им и право получения потомственного почётного гражданства их потомкам. В силу этого в русской литературе и фольклоре сформировался специфический образ титулярного советника как неудачника, с трудом добившегося хотя бы личного дворянства и как правило очень гордящегося этим. В XIX веке титулярные советники, как правило, занимали должности старших помощников столоначальников в департаментах министерств, старших помощников секретарей, протоколистов, регистраторов и переводчиков в Сенате, вице-консулов и т. д.
Число чиновников на 1847 год с IX по XIV класс насчитывалось 50 871 человек, что составляло 49,5 % всех чиновников. Лишь в провинциальных учреждениях они могли занимать должности, имевшие сколько-нибудь самостоятельный характер. Годовое жалование титулярного советника по «Своду уставов о службе гражданской» 1842 года составляло 75 рублей серебром (262 с половиной рубля ассигнациями).
Обращение к лицу в чине титулярного советника — «ваше благородие».

## Как выглядел титулярный советник
Установленная на рубеже XVIII—XIX веков форменная одежда гражданских чиновников подверглась пересмотру в середине XIX века и в начале XX века. Регламент «Описание формы одежды чинам гражданского ведомства и правила о ношении сей формы» (14 страниц типографского текста) был подготовлен Собственной Его Величества канцелярией и утверждён Александром II 2 февраля 1856 года. «Проект Положения об изменении в форме обмундирования гражданских чиновников» (14 рукописных страниц) предложен неустановленным лицом в самом конце XIX века. В связи с готовившейся общей реформой гражданских мундиров 1903—1904 годов не ясно, рассматривался ли он в официальном порядке. Сущность проекта конца XIX века заключалась в замене вицмундиров, мундирных фраков и сюртуков, предназначавшихся «для ежедневного употребления, не в торжественные дни», вторыми полукафтанами («вице-полукафтанами»; фасон, цвет воротников, обшлагов и опушек как у парадного мундира) со звёздочками на воротниках для обозначения рангов должностей. Парадные мундиры не реформировались и оставлялись в прежнем их виде с золотым или серебряным шитьём разного узора. В соответствии с законами 1903—1904 годов парадные мундиры с шитьём сохранялись лишь у тех, кто занимал должности не ниже VI класса.
Для прочих мундирные полукафтаны заменялись сюртуками с клапанами (петлицами) на воротниках, напоминавшими уменьшенные погоны: с просветами и звёздочками.
 Чинам 3-го разряда иметь полное шитьё на воротнике, обшлагах, по борту и на полах спереди и сзади в один ряд, и на карманных клапанах... 
 Примечание:
 Обшлага на рукавах полукафтанов вместо круглых разрезные с 2 пуговицами.
 Чины третьего разряда, то есть обер-офицеры (от 14-го до 9-го класса включительно) имеют галун на воротнике и обшлагах в один только ряд. 
 Примечания. 

а) Галун на воротнике нашивается от нижнего шва к верху с малым просветом.

б) Состоящие в гражданской службе чины, имеющие придворное звание, на выходах и вообще в собраниях обязаны быть непременно в придворных полукафтанах по установленной для них форме.

в) Классные и медицинские чины горного ведомства, а равно ведомства путей сообщения и публичных зданий, полицейские чиновники и другие, имеющие полукафтаны военного покроя, сохраняя оные, носят на воротнике и обшлагах вместо шитья и петлиц галуны, сообразно чинам их.

г) Чиновники придворного конюшенного ведомства, имеющие полукафтаны военного покроя, в сие положение не входят. Чиновники последних двух разрядов носят мундирный полукафтан с галуном, сообразно чинам, брюки суконные по цвету полукафтана, шляпу и шпагу по вновь утвержденным образцам; жилет, галстук и перчатки (замшевые) белые.

В составе форменной одежды гражданских чиновников предусматривался также сюртук.

Были установлены семь комбинаций разных компонентов форменной одежды и случаи, когда каждая форма должна была носиться.
 Формы одежды были:
 парадная, праздничная, обыкновенная, будничная, особая, дорожная и летняя.

В 1845 г. отдельным изданием было выпущено «Расписание, в какие дни в какой быть форме» объёмом 13 страниц.

Чиновники 9-14 класса на петлицах имели один просвет и звездочки диаметром 11,2 мм, титулярный советник - без звездочек.
Погоны гражданского образца (около 4 см шириной) чиновники получили в 1867 году в связи с демилитаризацией особых корпусов горных инженеров, инженеров путей сообщения, лесного, межевого и телеграфного ведомств. 2 июня 1869 года по распоряжению императора плечевые погоны отменялись и знаки различия чинов переносились на воротники мундиров, вицмундиров и галунные клапаны сюртуков. Воротниковые клапаны имели вид уменьшенных погон. С 1876 по 1894 год погоны то отменялись, то вводились. Окончательная форма одежды утвердилась к концу 1904 года.
Как часть системы гражданских чинов чин титулярного советника был упразднён после Октябрьской революции декретом ВЦИК «Об уничтожении сословий и гражданских чинов» в ноябре 1917 года.

## Титулярный советник в русской художественной литературе и искусстве
Этот чин IX класса современникам известен более других благодаря популярному романсу Даргомыжского на слова Вейнберга, начинающемуся словами: «Он был титулярный советник, она — генеральская дочь».

Он был титулярный советник,
Она — генеральская дочь;
Он робко в любви объяснился,
Она прогнала его прочь.
Пошёл титулярный советник
И пьянствовал с горя всю ночь,
И в винном тумане носилась
Пред ним генеральская дочь.

Характерные фигуры «безродных» титулярных советников в русской литературе — чиновник Акакий Акакиевич Башмачкин в «Шинели», Аксентий Иванович Поприщин в «Записках сумасшедшего», Акинф Степанович Пантелеев в «Женитьбе» и смотритель училищ Лука Лукич Хлопов в «Ревизоре» Гоголя, Макар Девушкин в «Бедных людях» и Яков Петрович Голядкин в «Двойнике» Достоевского, отставной титулярный советник Мармеладов в «Преступлении и наказании».
В чине титулярного советника служит Эраст Фандорин в «Турецком Гамбите» Бориса Акунина. Для него этот чин лишь веха в успешной карьере.
Сосланный в Вятку молодой А. И. Герцен стал чиновником, а университетский диплом обеспечил ему чин титулярного советника. В своём автобиографическом романе «Былое и думы» он описывает, как «подслеповатый старик», отставной чиновник, узнав об этом, был глубоко уязвлён — он в том же чине, хотя начал служить ещё до рождения Герцена: «И служи после этого до седых волос». Другое дело — Фёдор Павлович — отец трёх братьев Карамазовых, доживающий свой век отставным титулярным советником. Он — потомственный дворянин, живёт в достатке, и чиновная карьера ему ни к чему.
Менее всего озабочен карьерой самый, пожалуй, обаятельный титулярный советник в русской литературе — муж чеховской Попрыгуньи доктор Дымов, служивший сразу в двух больницах, неутомимый и самоотверженный труженик, высокий образец русского интеллигента.